# 400881 Vladimírdolinay
400881 Vladimírdolinay è un asteroide della fascia principale. Scoperto nel 2010, presenta un'orbita caratterizzata da un semiasse maggiore pari a 2,7599949 au e da un'eccentricità di 0,2434161, inclinata di 9,21821° rispetto all'eclittica.